# 1931 en littérature
| Années de la littérature : 1928 - 1929 - 1930 - 1931 - 1932 - 1933 - 1934    |
| Décennies de la littérature : 1900 - 1910 - 1920 - 1930 - 1940 - 1950 - 1960 |

Cet article présente les faits marquants de l'année 1931 en littérature.

## Événements
- 22 avril : Antoine de Saint-Exupéry épouse Consuelo Suncin Sandoval de Gómez à la mairie de Nice.
- 10 juin : Fayard lance Georges Simenon.
- 10 septembre : Parution du premier volume consacré à Baudelaire dans la Bibliothèque de la Pléiade fondée la même année par Jacques Schiffrin.
- Mouvement littéraire « populiste » en Hongrie dans les années trente avec les « explorateurs des villages » (Imre Kovács, Ferenc Erdei, Zoltán Szabó, Gyula Illyés).
- Irmgard Keun devient célèbre en Allemagne avec la publication de Gilgi, l'une de nous, son premier roman.

## Presse
- Publication clandestine de Avante, journal du Parti communiste italien.
- Lancement de la Revue du Monde Noir, en français et en anglais (1931-1932).

## Essais
- Alain, Entretiens au bord de la mer
- Georges Bernanos, La Grande Peur des bien-pensants
- Marcel Boll, L’art contemporain, sa raison d'être, ses manifestations, libr. Delagrave
- Curzio Malaparte, La Technique du coup d’État
- Étienne Rabaud, Le Transformisme, Pr. univ. de France
- Albert Sarraut, Grandeurs et servitudes coloniales
- Paul Valéry, Regards sur le monde actuel
- André Lichtenberger, Bugeaud
- René Martial, Traité de l’immigration et de la greffe inter-raciale

## Poésie
- Dîner de têtes de Jacques Prévert.
- Union libre d'André Breton.

## Recueils
- Jules Supervielle, L'Enfant de la haute mer

## Romans
- Janvier : Aden Arabie de Paul Nizan.
- Gilgi, l'une de nous d'Irmgard Keun.
- La Grande Affaire de Heinrich Mann.
- La Nouvelle Eurydice de Marguerite Yourcenar.
- Les Réprouvés d’Ernst von Salomon.
- Sanctuaire de William Faulkner.
- Les Vagues de Virginia Woolf.
- Khaje de Hrachya Kochar.
- Le Voyage imaginaire de Lev Kassil.
- The Good Earth (La Terre chinoise) de Pearl S. Buck.

## Théâtre
- Marcel Pagnol, Fanny

## Prix littéraires et récompenses
- Prix internationaux :
  - Le poète Suédois Erik Axel Karlfeldt, mort en avril, prix Nobel de littérature.

- Belgique :
  - Création du prix littéraire Emile Polak par l'Académie royale de langue et de littérature françaises de Belgique. Premier lauréat : Noël Ruet, pour son recueil de poèmes L'ombre et le soleil.

- France :
  - Grand prix du roman de l'Académie française : Gaspard des montagnes d'Henri Pourrat.
  - Prix Femina :  Vol de Nuit d'Antoine de Saint-Exupéry.
  - Prix Goncourt : Mal d'amour de Jean Fayard.
  - Prix Renaudot : L'Innocent de Philippe Hériat.
  - Prix Interallié : Le Scandale de Pierre Bost
  - Prix du roman populiste : Hôtel du Nord d’Eugène Dabit.

- États-Unis :
  - Prix Pulitzer catégorie « roman » : Margaret Ayer Barnes pour Years of Grace.
  - The Cat Who Went to Heaven d'Elizabeth Coatsworth reçoit la Médaille Newbery.

## Principales naissances
- 14 janvier : Yves Berger, écrivain et éditeur français († 16 novembre 2004).
- 25 janvier : Georges Chaulet, auteur français pour la jeunesse († 13 octobre 2012).
- 9 mars : Gilles Perrault, écrivain et journaliste français.
- 16 mars : Augusto Boal, écrivain, dramaturge, metteur en scène, théoricien, homme de théâtre, et homme politique brésilien, († 2 mai 2009).
- 1er avril : Rolf Hochhuth, écrivain et dramaturge allemand.
- 2 avril : Joseph Joffo, écrivain français, auteur notamment d’Un sac de billes († 6 décembre 2018).
- 15 avril : Tomas Tranströmer, poète suédois, prix Nobel de littérature en 2011, († 26 mars 2015).
- 30 mai : Vizma Belševica, poétesse et écrivaine lettone, († 6 août 2005).
- 11 juin :  Frédérick Tristan, écrivain et poète français, Prix Goncourt 1983.
- 4 juillet : Sébastien Japrisot; écrivain français, († 4 mars 2003).
- 10 juillet : Alice Munro, nouvelliste canadienne anglophone, prix Nobel de littérature 2013 († 12 mai 2024).
- 3 septembre : Jaan Rannap, auteur estonien de littérature d'enfance et de jeunesse
- 17 septembre : Jean-Claude Carrière, conteur, écrivain, scénariste français.
- 23 septembre : Édouard J. Maunick, poète, écrivain, journaliste et diplomate mauricien († 10 avril 2021).
- 6 octobre : Roman Sef, écrivain et poète russe, († 20 février 2009).
- 17 octobre : Anatoli Pristavkine, nouvelliste soviétique († 11 juillet 2008).
- 27 octobre : Nawal El Saadawi, écrivaine égyptienne († 21 mars 2021).
- 28 décembre : Guy Debord, théoricien français, († 30 novembre 1994).
- 31 décembre : Bob Shaw, écrivain britannique de science-fiction, († 12 février 1996).

- Dates non renseignées ou inconnues :
  - Karlheinz Schädlich, historien allemand. († 16 décembre 2007).
  - Joseph Ribas, écrivain et illustrateur français. († 2 février 2025).

## Principaux décès
- 9 janvier : Claude Anet, journaliste et joueur de tennis,
- 4 février : Mauricio Bacarisse, poète et écrivain espagnol (° 20 août 1895),
- 21 octobre : Arthur Schnitzler, écrivain et médecin autrichien,
- 10 décembre : Max Elskamp, poète belge,
- 20 décembre : Edvard Brandes, dramaturge danois.